# Jászi Alice
Jászi Alice (Nagykároly, 1877. május 25. – Budapest, 1935. augusztus 24.) táncpedagógus, a magyar gyógytorna alapjainak megteremtője.

## Életpályája
Értelmiségi családban született. Édesapja Jászi Ferenc, egyik bátyja Jászi Viktor jogtudós, a debreceni egyetem tanára, a másik Jászi Oszkár politikus volt. 1901-ben férjhez ment Madzsar József orvoshoz. Egy leánygyermekük született, Lili.
1911-ben tanulmányúton járt Berlinben, majd a norvégiai Lofftusban folytatta tanulmányait Bess M. Mensendieck testkultúra-intézetben. Itt szerzett diplomát is. Hazatérve Budapesten, a XI. kerület Ménesi út 8. szám alatt nyitotta meg iskoláját, amely 1912-től 1937-ig működött. 
Módszerét Bess M. Mesendieck és François Delsarte elveiből kiindulva alakította ki. Eleinte csak a női egészség megőrzése volt célja, de az 1920-as évektől a mozgással mint művészi lehetőséggel is foglalkozott, együttműködve Palasovszky Ödön kísérleti törekvéseivel. Ebben a munkában részt vett legtehetségesebb növendékei közül Róna Magda és Kövesházi Ágnes is.
Egyike volt a modern gyógytorna magyarországi megteremtőinek.

## Főbb művei

### Könyvek
- A női testkultúra új útjai; Athenaeum, Bp., 1926
- A női testkultúra új útjai; 2. átdolg., bőv. kiad.; Athenaeum, Bp., 1930
  - franciául: La culture physique de la femme moderne (Párizs, 1936)

### Koreográfiák
- Hatkarú istennő (1929)
- Bilincsek (1930)
- A halász és a hold ezüstje (1930, Róna M.-al)
- Ayrus leánya (1931)